# 플레산

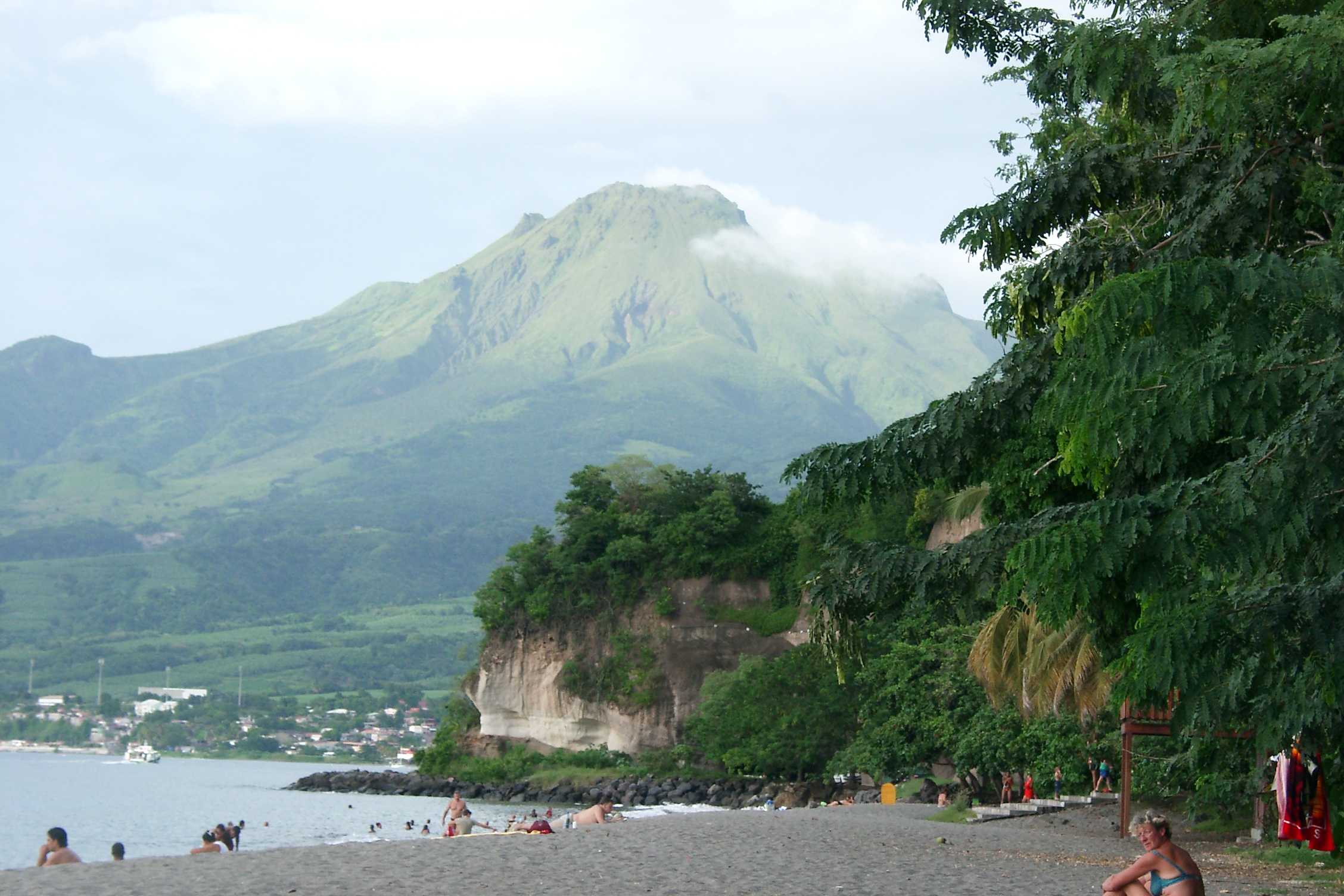
플레 산

플레산(Mount Pelee)은 서인도 제도 마르티니크 섬의 상피에르 시 근교에 있는 화산이다. 이 화산은 성층 활화산으로, 1902년에 폭발하였다. 그 당시에 나온 화산재의 온도는 702도 이상이었다. 그리고 하루가 지나자, 산기슭에 있던 상피에르 시가 완전히 파괴되었다. 그래도 생존자는 몇 명이 있었다. 이 화산은 몇 백년 동안 활동을 하지 않았다. 그래서 사람들은, 이 화산을 신경쓰지 않고 선거에 정신을 팔다가 화산이 폭발하여 봉변을 당한 것이다. 흔히 '몽펠레'라고 한다.

## 같이 보기
- 피나투보산
- 베수비오산